# Ibatín
Ibatín (Pueblo Viejo, Sitio Viejo o Tucumán Viejo) es el nombre del primer asiento de la ciudad de San Miguel de Tucumán, llamada en su acta fundacional: San Miguel de Tucumán y Nueva Tierra de Promisión,  la cual fue fundada por el capitán Diego de Villarroel, el 31 de mayo de 1565, en un lugar ya denominado "Campos de Ibatín", ubicado originalmente un cuarto de legua al sur del "río de la Quebrada del Calchaquí", posteriormente llamado "río del Tejar" y actualmente "río Pueblo Viejo" en la salida sureste de la Quebrada del Portugués. 

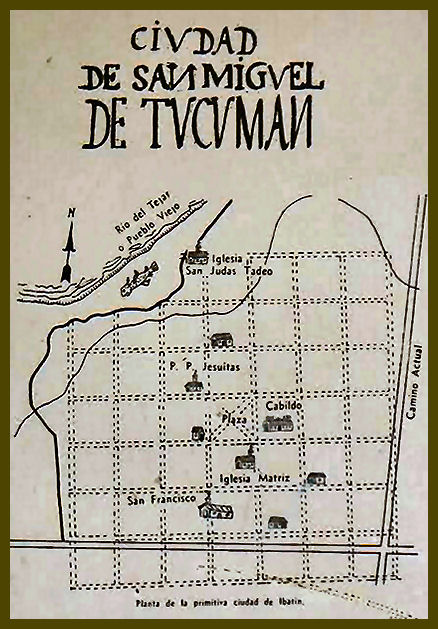
Planta de Ibatín

## Toponimia
Ibatín o Ebatín deriva de la voz tonocoté eatym (chacra o sementera de maíz, según el Tonocoté de Machoni). Tierra labrada, para los indígenas. Y para los españoles tierra de panllevar, tierra próspera, o sea: tierra de promisión.

## Planta de la ciudad
La ciudad tenía la forma de un damero o trazado de retícula, un cuadrado con siete manzanas de cada lado; o sea, cuarenta y nueve manzanas con la de la plaza en el centro. Inicialmente, era más bien una aldea fortificada, ya que existían solamente unos cuantos ranchos de paja rodeados de una empalizada. Una zona céntrica más poblada alrededor de la plaza. Las calles tenían doce varas (10,40 m) de ancho y las manzanas un largo de ciento sesenta y seis varas (143,75m). Las construcciones principales eran el Cabildo con una cárcel y un cuartel, la iglesia Matriz, las iglesias de los jesuitas, de los mercedarios, de los franciscanos y la de San Judas Tadeo y San Simón (que era más bien una ermita), destruida en la inundación de 1678 y cuyas imágenes se conservan en la Catedral de San Miguel de Tucumán. Las manzanas estaban divididas en cuatro grandes solares, que dejaban en el centro una zona verde, al encontrarse los fondos no edificados de las viviendas.

## Ubicación
La ubicación fue parte de la estrategia militar diseñada por el veterano conquistador Francisco de Aguirre, con exhaustivo conocimiento del terreno. Estaba en el corazón de la extensa Gobernación del Tucumán, en el lugar justo donde el camino desde Lima hasta el Río de la Plata abandonaba la montaña para introducirse en la llanura. 
Era el mismo paraje donde antes habían estado El Barco I de Núñez del Prado y Cañete de Pérez de Zurita, sin que esta afirmación signifique que las tres ciudades estuvieran exactamente en el mismo lugar. Estaban ubicadas cerca del pie de la cuesta que se usaba para bajar desde el valle del Tafí, que a su vez era el camino hacia los Valles Calchaquíes; es decir, formaba parte de una de las rutas posibles desde el Alto Perú.
Esa cuesta, llamada inicialmente "Quebrada del Calchaquí" y posteriormente "Quebrada del Portugués", baja de El Mollar directamente hacia el sur; era la ruta usada por los diaguitas —y quizá los incas— para bajar de los Valles Calchaquíes a la selva, para aprovisionarse de carne y madera. Fue posteriormente abandonada, y ahora se accede a Tafí del Valle por la quebrada del río de los Sosa, mucho más al norte, y más adecuada para comunicarse con la actual ubicación de San Miguel de Tucumán.
Dice el profesor Teodoro Ricci ('Evolución de la ciudad de San Miguel de Tucumán') que esta ciudad fue un eslabón más dentro de ese entramado, adquiriendo personalidad definida que le dio rol preponderante dentro del conjunto y la ubicó como la segunda población perdurable de la zona, después de Santiago del Estero.
La antigua ciudad limitaba al norte con el río Pueblo Viejo (también llamado río de la Quebrada o del Tejar), afluente del río Balderrama; al sur, a unos 7 kilómetros, con el Seco, afluente del Salí; al oeste, con las primeras estribaciones del Aconquija y a poca distancia del actual caserío de Pueblo Viejo.

El padre Lozano describe el lugar:

“…en distancia de veinte y cinco leguas de Santiago del Estero, a la falda de unas ásperas montañas, que dejan un llano apacible y bien dispuesto para huertas, viñas y heredades fecundadas con riego de un rio que baja de la quebrada de Calchaquí, el cual con otros cercanos, de dos hasta seis leguas, que bajando de las Sierras le enriquecen, da principio al rio Dulce. El terreno, fuera de lo dicho, era abundante de trigo, cebada y maíz, de bellos pastos para engordar ganados mayores, la caza copiosa, las maderas robustas y corpulentas; producía también mucho algodón y lino de que tejían escojido lienzo; teníase noticia de minerales de oro, y sobre todo, el temple, era el mejor de la gobernación, aunque con el contrapeso de tener las aguas del país tal calidad, que crían ciertos tumores en la garganta llamados por acá 'cotos', los cuales, además de causar bastante fealdad y pesadumbre, sofocan y dificultan la respiración.” 

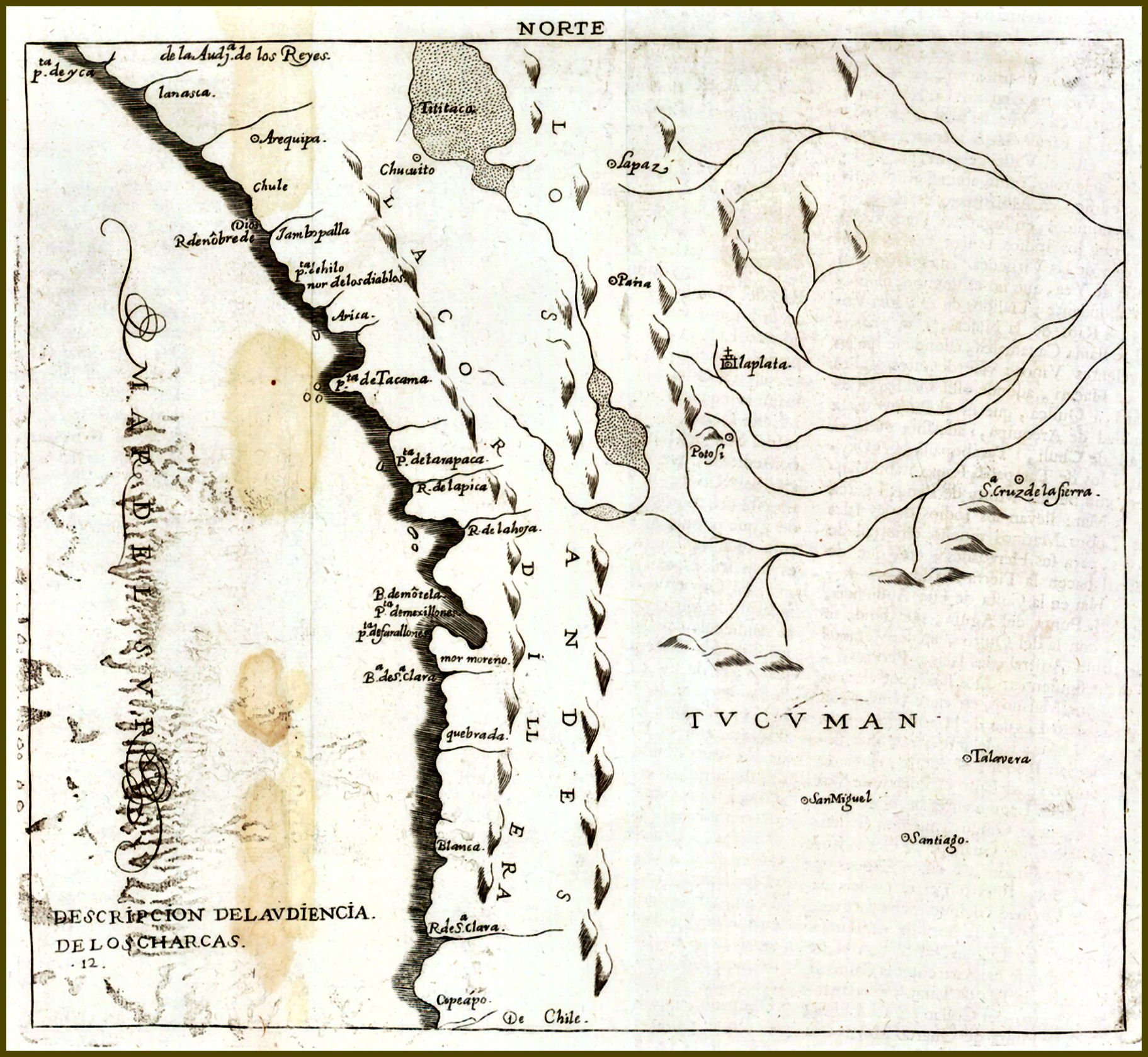
Mapa de la Audiencia de Charcas realizado por Antonio Herrera y Tordesillas (Madrid,1601)

Las coordenadas geográficas de la primera fundación de San Miguel de Tucumán y actuales ruinas de Ibatín, son los 27°13′14″S 65°35′13″O / -27.22056, -65.58694.

## Historia
La Gobernación de Tucumán, Juríes y Diaguitas fue creada por real cédula de Felipe II, el 29 de agosto de 1563, estando sometida al virrey de Perú en asuntos de gobierno y a la Audiencia de Charcas en cuestiones de justicia. El conde de Nieva, a la sazón virrey del Perú, designó gobernador de la misma a Francisco de Aguirre. Este encomendó a Villarroel, en provisión del 10 de mayo de 1565, instalar un pueblo "en el campo que llama en lengua de los naturales Ibatín, ribera del río que sale de la quebrada".

### Fundadores y primer Cabildo
El 31 de mayo de 1565, Diego de Villarroel tomó juramento como alcaldes ordinarios a Pedro de Villalba y a Juan Núñez de Guevara y como regidores a Antonio Berru, Diego de Saldaña, Bartolomé Hernández, Francisco Díaz Picón, Pedro Lorique y Diego de Vera. Como procurador, a Alonso Martín del Arroyo. El escribano público y de cabildo que acreditó el acta fue Cristóbal de Valdés. Además de los nombrados, estuvieron presentes en la fundación Diego de Zavala, Juan Bautista Bernio, Pedro López, Fernando Quintana de los Llanos, Gonzalo Sánchez Garzón, Hernán Mejía de Mirabal, García y Luis de Medina, Juan de Artaza, los dos Migueles de Ardiles, padre e hijo y Santiago Sánchez.

### Incendio en 1578
En 1578, el gobernador Abreu emprendió la ‘jornada de los Césares’, reclutando a vecinos de la ciudad de San Miguel de Tucumán, quedando en la misma sólo dieciocho hombres con las mujeres y niños. Advertidos de la situación, los yanaconas, liderados por el gigantesco Galuán, atacaron e incendiaron la ciudad en la noche del 28 de octubre.
El padre Lozano hizo la crónica del suceso:

“El primero a echar de ver el riesgo, fue el teniente gobernador Gaspar de Medina, cuya vigilancia y cuidado despertó el estallido de las maderas que se abrasaban, y aunque poseído del asombro, fue la primera y natural advertencia de su valeroso ánimo empuñar las armas y montar a caballo, pero al salir a la calle, reparó por todas partes repartidos los enemigos, que se divisaban bien, por ser tanta la claridad, como si fuera de día, además que se daban a sentir con la algazara con que celebraban su hazaña, cual si aquellas luces fueran luminaria para su victoria. Imaginaba Medina al ver despoblada la calle, que él solo, de todos los españoles, había quedado vivo, pues le parecía imposible aquel silencio de los vecinos, si ya no hicieran número con los muertos, y esta persuasión lo tuvo confuso, hasta que se le juntaron otros dos españoles, y ahí empezaron a oír ecos de lastimosa gritería en todas las casas, según que iban sintiendo los efectos funestos del incendio. Encamináronse los tres hacia la plaza a donde concurrieron los bárbaros por todas partes: sobresalía entre todos Galuán por el orgullo, así como en el cuerpo. Cerraron dentro de su escuadrón a los tres héroes valerosos; y Medina, alentando a los compañeros a que acometiesen a Galuán de cuya muerte dependían sus vidas, rompió seguido de sus dos compañeros con animosa intrepidez por lo más espeso de los enemigos, abriéndose camino con la muerte de muchos, hasta llegar a Galuán, y segarle de un golpe la cabeza. Reconocióse luego que sus bríos infundían los alientos en su ejército, porque con su muerte, cayó tan espantosa pavor en sus viles ánimos, como si les quisiera faltar la vida, y llegando el resto de los españoles, entre quienes se contaban los dos hijos de Medina, Luis y García, Juan de Arana, Domingo Galván, Tomas Díaz, Juan de Espinosa, Juan Muñoz, Nuño Rodríguez Beltrán, Pedro Lorique, se acabaron de desordenar y volvieron las espaldas en confusa fuga, como si se vieran acometidos de un poderoso ejército. Lo cierto es que los españoles eran poquísimos para disputar a tanta multitud la victoria, cuanto más para conseguirla tan gloriosa, y fue constante fama que corrió la seguridad y defensa de la ciudad por mano más poderosa que la de los hombres; pues como se tiene por tradición en esta provincia, en lo más ardiente del combate se dejaron ver en el aire los santos apóstoles Simón y Judas, poniendo con su venerabilísima presencia, terror a los enemigos, por lo cual hoy es aquella ciudad devotísima suya, y los festeja con anual solemnidad, en memoria de tan señalado beneficio, como a sus patronos y libertadores. En esta sustancia, se refiere este suceso prodigioso (escepto lo de la aparición de los Santos Apóstoles que solo escribo por la tradición común de esta provincia) en una información jurídica que de los servicios del valeroso Gaspar de Medina se hizo en la ciudad de San Miguel de Tucumán por Abril de 1610, ante el alcalde Juan de Escobar, por mandado del gobernador Alonso de Rivera, a petición del capitán Luis de Medina, hijo de dicho Gaspar, treinta y dos años solamente después del suceso, del cual deponen con juramento uniformemente, siete testigos de vista que se hallaron presentes, y le refieren sin discrepar en la forma espresada.” 

Al poco tiempo llegaron a galope tendido, desde las cercanías de Santiago, Hernán Mejía de Mirabal y sus hombres, quienes habían sido avisados de estos sucesos.
Gaspar de Medina completa el relato del episodio, en el testimonio que dio en la probanza de Hernán Mejía de Mirabal, en la ciudad de La Plata, el 15 de enero de 1585:

"...saue e uio este testigo que auiendo los yndios solcos y diaguitas quemado la ciudad de san miguel de tucuman y estando este testigo que a la sazon hera alli capitan en la dicha ciudad de san miguel mal herido de la refriega que obieron con los dichos yndios y otros muchos vezinos lo mismo y en grande aprieto el dicho capitan hernan mexia con soldados y gente de guerra que no saue quantos serian los fue a socorrer y los socorrio con mucha breuedad de manera que su socorro fue muy acepto e ymportante al seruicio de su magestad y bien de aquella ciudad y anduvo corriendo y allanando la tierra con la dicha su gente y otros que le acudieron de la dicha ciudad tres o quatro dias con mucha diligencia hasta tanto que parescio no ser mas necesaria su estada..."

### Población
En 1582, vivían en la ciudad, según Sotelo de Narváez, unos veinticinco vecinos encomenderos y tres mil indios de servicio de los Diaguitas, Tonocotés y Lules.
En 1607, según la relación de Alonso de Rivera, los vecinos españoles casados eran treinta y dos, con unos mil cien indios en paz, repartidos entre ellos; algunos mercaderes y criollos sueltos, pobres y holgazanes y muchos mestizos de 'la misma calidad'.
En 1618 vivían en la zona doce mil almas, según carta de Diego de Torres, Provincial de la Compañía de Jesús. En 1671 los indios encomendados llegaban sólo a dos mil.
En 1680, el padre Altamirano calculaba en ciento cincuenta los vecinos españoles, gente tan pobre y decaecida que no pueden efectuar la mudanza.

### Período de prosperidad
Allí, la antigua San Miguel de Tucumán estuvo durante 120 años. 
Se transformó en una pujante ciudad gracias a la fertilidad de su suelo y a su ubicación, situada a la vera del camino de la Quebrada del Portugués que unía Perú con el Río de la Plata, pasando por los Valles Calchaquíes. En 1590 el padre Lizárraga decía que esta ciudad tenía mejores edificios que Santiago del Estero. La vida comercial era activa, basada en su producción agropecuaria y en sus industrias, la principal de las cuales era la maderera, favorecida por los tupidos bosques donde abundaban los cedros y los nogales. Esta materia prima era usada fundamentalmente en la construcción de carretas, ya que la ciudad era la principal proveedora de este pesado vehículo en todo el virreinato, gracias al cual se desarrollaba la mayor parte de la actividad comercial. Eran de tal calidad y los artesanos tan habilidosos, que era pública voz y fama que no se usaba ningún elemento metálico, "ni un clavo" en la construcción de los mismos. La época próspera de San Miguel de Tucumán se extendió hasta la tercera década del siglo XVII.

### Aislamiento de la ruta al Perú
En 1630 estalló la Segunda Guerra Calchaquí y en 1656 la Tercera, lo que obligó a abandonar el camino que pasaba por los Valles a favor de uno nuevo, más oriental, que los evitaba, hecho que le quitó a la ciudad mucho de su movimiento comercial.

### La ciudad y el río
En el momento de la fundación, el curso de agua en cuyas proximidades se fundó la ciudad, era llamado el "río de la Quebrada del Calchaquí", y estaba ubicada un cuarto de legua al norte del perímetro habitado. Es de suponer que era fácilmente vadeable, ya que los sacerdotes jesuitas instalaron sus rancherías, hornos de cal y fábrica de tejas en su orilla norte, lo que motivó que comenzara a llamárselo el "río del Tejar". El río proveía de agua a la ciudad mediante la excavación de un sistema de acequias que corrían a lo largo de las cuadras. Con el tiempo, debido a las periódicas crecidas típicas de la región, el curso del agua se fue obstruyendo, transformando el cruce del río -que se tornó peligroso- por lo que los jesuitas trasladaron en 1633 el obraje a la banda sur. Durante los años posteriores, el curso del agua continuó modificándose, anegando la periferia de la ciudad, donde abundaba el paludismo, entre otras enfermedades.

#### Las inundaciones
En 1678 ocurrió una inundación nunca antes experimentada, arrasando el agua las viviendas de la zona norte y destruyendo la ermita de los santos Judas Tadeo y Simón. Al año siguiente, la situación empeoró, ya que el agua llegó a las manzanas vecinas a la plaza de armas, siendo contenida por los fuertes muros de la iglesia jesuita, ubicada en diagonal con la esquina noroeste de la plaza; destruyó, sin embargo, las huertas y oficinas del colindante convento de la Compañía.

### Traslado a "La Toma"
Después de la gran inundación de 1678, se realizó un cabildo abierto para intentar remediar la dramática situación. Surgieron allí dos iniciativas: una, que postulaba limpiar el cauce del río para evitar futuros desbordes y la otra, más radical, que obtuvo mayoría de votos y proponía directamente abandonar la ubicación actual y trasladarse a un sitio más septentrional, a 64 kilómetros de distancia, conocido como La Toma, donde se había formado un asentamiento espontáneo de tratantes y mercaderes que se dirigían al Perú, pues por allí pasaba el Camino Real.
En 1685, durante el gobierno de Fernando Mate de Luna, fue trasladada a ese lugar, que es su ubicación actual. Las causas de la mudanza fueron además de las mencionadas, el ambiente entonces poco salubre, las enfermedades provocadas por la calidad del agua (era endémico el hipotiroidismo por déficit de yodo, que provocaba la hipertrofia de la glándula tiroides, vulgarmente conocida como bocio o 'coto') y los mosquitos, que trajeron las fiebres palúdicas. Ello marcó la decadencia de la ciudad y movió al vecindario a gestionar el traslado, que ocurrió tras largo y discutido trámite.

### Excavación
Las ruinas de Ibatín están bajo tierra, en las 100 hectáreas que expropió en 1944 la Intervención Federal de la Provincia, para preservarlas como reliquia histórica. Estas tierras formaban parte de la estancia La Florida, propiedad del Dr. José Ignacio Aráoz.

Las primeras excavaciones se realizaron en 1965 bajo la dirección del arquitecto José Moukarzel con el asesoramiento del Dr. Lizondo Borda, Director del Archivo Histórico Provincial, actuando como su delegada en terreno Amalia J. Gramajo de Martínez Moreno, saliendo a la luz algunos utensilios y cimientos de piedra de algunas edificaciones (Cabildo, Iglesia Matriz, iglesia y colegio de los jesuitas, iglesia mercedaria, iglesia franciscana) en las manzanas en torno a la antigua Plaza Mayor.

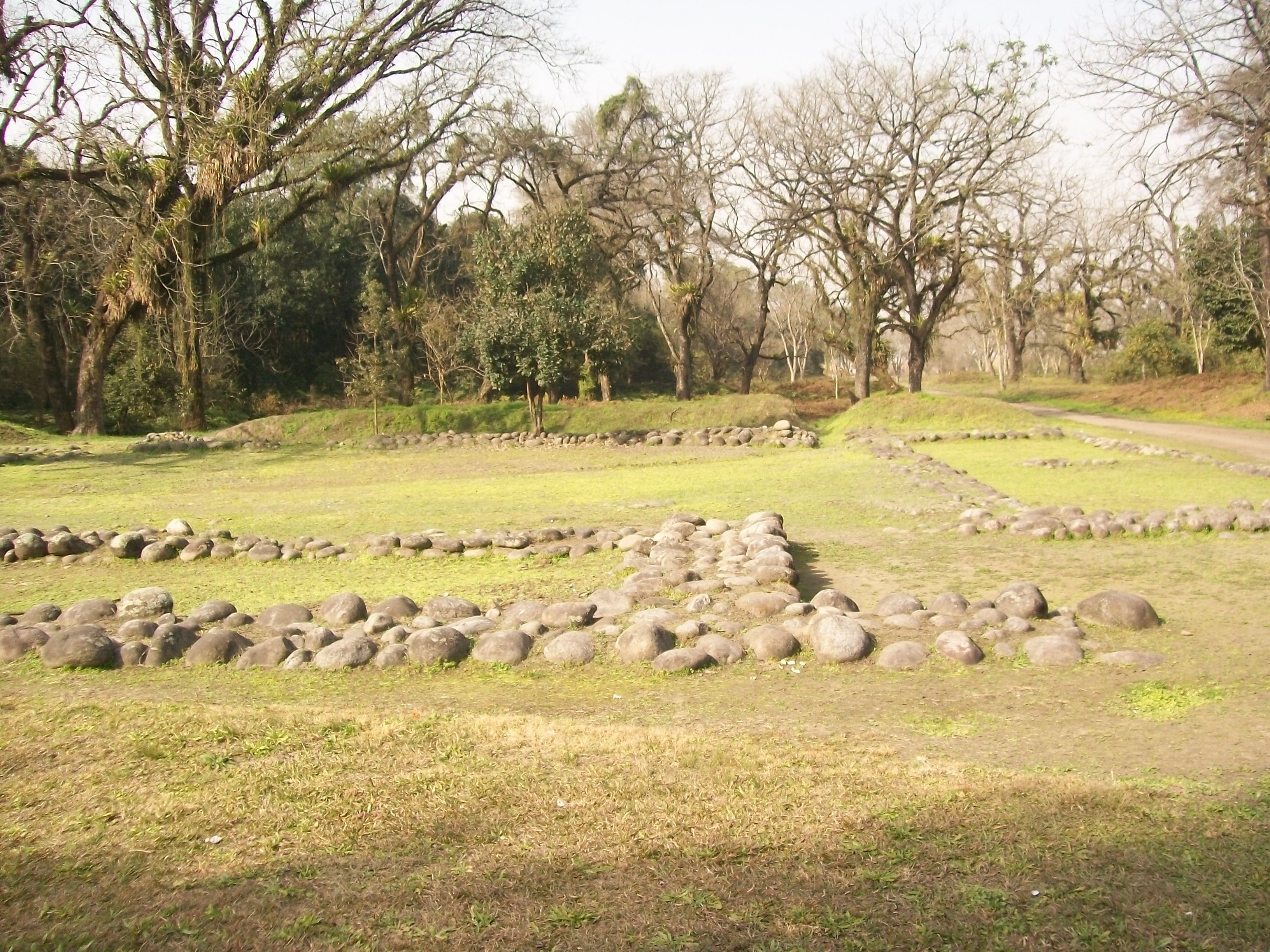
Base de las paredes del Cabildo, Ibatín (Tucumán)